# Верхняя Салда (станция)
Верхняя Салда́ — грузопассажирская железнодорожная станция в городе Верхней Салде Свердловской области России. Расположена на 40-м км направления Смычка — Алапаевск — Каменск Уральский. Линия электрифицирована (постоянный ток, 3000 V), однопутная (участок Смычка — Рефт), далее двухпутная.
На станции возле первой платформы имеется небольшой обитый сайдингом одноэтажный вокзал с залом ожидания и билетными кассами. Возле вокзала находится диспетчерская и хозяйственные постройки. Переход на второй перрон только наземный.
На станции останавливаются электропоезда Нижний Тагил — Егоршино и Нижний Тагил — Алапаевск.
Также станция обслуживает промышленные предприятия города, главным из которых является градообразующее предприятие города ВСМПО «АВИСМА». В связи с созданием в городе особой экономической зоны (ОЭЗ) «Титановая долина» запланирована реконструкция станции по современным технологиям и строительство ветки до ОЭЗ. Закончить и согласовать проект в Главгосэкспертизе РФ планируется в середине 2016 года. По состоянию на 2021 год, построены 2 дополнительных пути, строится на примыкании промышленная железнодорожная станция со значительным путевым развитием.

## История
24 марта 1908 года на основании "условий сооружения и эксплуатации Алапаевской железнодорожной ветви и передачи в собственность казны принадлежащего наследникам П. П. Демидова Тагильского железнодорожного пути" управление Пермской железной дороги и главное управление заводами Нижне-Тагильского округа наследников П. П. Демидова заключили договор о строительстве железнодорожной ветки до города Алапаевска, проходящей через Верхнесалдинский и Нижнесалдинский заводские посёлки с выведением к железоделательным заводам оных подъездных путей. Согласно этому договору, Тагильский железнодорожный путь должен был перейти в собственность казны длиною всего 47 вёрст и 145 сажень.
Временное движение общего пользования на Салдинской железнодорожной ветви по участку до Нижней Салды было открыто с 1 декабря 1909 года, а 1 января 1910 года состоялось открытие правильного регулярного движения по всей протяжённости ветви длиной в 49 вёрст. Согласно телеграммы управления железных дорог №120, ветка перешла в казну 20 мая 1908 года.